# Epsilon Gruis
Epsilon Gruis (68 Gruis) é uma estrela na direção da constelação de Grus. Possui uma ascensão reta de 22h 48m 33.20s e uma declinação de −51° 19′ 00.1″. Sua magnitude aparente é igual a 3.49. Considerando sua distância de 130 anos-luz em relação à Terra, sua magnitude absoluta é igual a 0.49. Pertence à classe espectral A3V.